# هارولد بيلي
السير هارولد بيلي (15 فبراير 1909 - 27 يوليو 2001) كان دبلوماسيًا بريطانيًا ومؤرخًا ومستعربًا. بدأ بيلي حياته المهنية كمؤرخ ومحاضر، وانضم إلى السلك الدبلوماسي البريطاني بعد الحرب العالمية الثانية، وشغل مناصب وسفير في سفارات المملكة المتحدة بالشرق الأوسط. عاد إلى التدريس بعد تقاعده كدبلوماسي وظل نشطًا في العديد من المنظمات ذات الصلة بالشرق الأوسط.

## النشأة والأكاديمية
ولد بيلي في مانشستر، بإنجلترا، في عام 1909، لتاجر ينتمي إلى الطبقة الوسطى العليا في لندن، ودرس في مدرسة «هاي غيت» (مدرسة هايغيت [الإنجليزية]) و«كلية الملكة بأكسفورد» (كلية الملكة [الإنجليزية])، وحصل على المركز الأول في التاريخ الحديث. بدأ حياته المهنية في الأوساط الأكاديمية. من عام 1930 بدأ تدريس التاريخ الحديث كمحاضر مساعد في جامعة شفيلد، وفي العام التالي انتقل إلى كلية لندن الجامعية أيضًا كمحاضر مساعد. في عام 1935، تم تعيينه زميلًا باحثًا مبتدئًا ومحاضرًا في «كلية كوينز»، أكسفورد (كلية الملكة [الإنجليزية])، ومن عام 1938 إلى عام 1939 حاضر بيلي في كلية ليستر الجامعية. خلال مسيرته الأكاديمية، كتب سيرة ذاتية قصيرة عن رئيس الوزراء البريطاني بينجامين دزرائيلي والتي كانت واحدة من سلسلة من السير الذاتية لحياة رؤساء الوزراء البريطانيين نشرتها دكوورث (Duckworth) في عام 1936.
لم يخدم بيلي في القوات المسلحة البريطانية خلال الحرب العالمية الثانية بسبب ضعف بصره. بدلاً من ذلك، عمل في تشاتام هاوس مع أرنولد توينبي في عام 1939 ؛ ذهب بعد ذلك إلى إدارة البحوث في وزارة الخارجية وزارة الخارجية وشؤون الكومنولث،  في النهاية كان يعمل على اللجنة التحضيرية للأمم المتحدة في سان فرانسيسكو في عام 1945، حيث ساعد تصميم مجلس الوصاية التابع للأمم المتحدة جنبا إلى جنب مع رالف بنش.
قبل أن يصبح دبلوماسيًا، تم اختيار بيلي للعمل كسكرتير للجنة التحقيق الأنجلو أمريكية بشأن فلسطين في عام 1946. اعتقد بيلي في ذلك الوقت أن تأسيس إسرائيل سيعقدلاحقا وإلى الأبد العلاقات بين المملكة المتحدة والشرق الأوسط، مما سبب كراهية دائمة وبارزة لبيلي من الصهاينة والوكالة اليهودية. وفقًا لصحيفة نيويورك تايمز ، فإن آرائه حول هذه القضية ربما ساعدت في إقناع إرنست بفين بمحاولة الحد من الهجرة اليهودية إلى المنطقة.

## مهنة دبلوماسية

### بداية
في عام 1946، انضم بيلي رسميًا إلى السلك الدبلوماسي لصاحبة الجلالة، والتي كانت في سنه متأخرة عن معظم. كان أول منصب له مساعدًا في الدائرة الجغرافية المسؤولة عن فلسطين، مما دفعه لتقديم المشورة لوزير الخارجية إرنست بيفين. تفاوض مع بيفن على «معاهدة بورتسموث» مع العراق (الموقعة في 15 يناير 1948)، والتي رافقها تعهد بريطاني بالانسحاب من فلسطين بطريقة تضمن احتلالًا عربيًا سريعًا لكل أراضيها. وبحسب وزير الخارجية العراقي آنذاك محمد فاضل الجمالي:
«تم الاتفاق على أن يشتري العراق لقوة الشرطة العراقية خمسين ألف بندقية تومي مدفع. كنا نعتزم تسليمها لمتطوعي الجيش الفلسطيني للدفاع عن النفس. كانت بريطانيا العظمى على استعداد لتزويد الجيش العراقي بالأسلحة والذخيرة على النحو المبين. في قائمة أعدتها هيئة الأركان العراقية، تعهد البريطانيون بالانسحاب من فلسطين بشكل تدريجي، حتى تتمكن القوات العربية من دخول كل منطقة يخليها الإنجليز، بحيث تكون فلسطين بأكملها بيد القوات العربية بعد الانسحاب البريطاني، وانتهى الاجتماع وكنا جميعا متفائلين بمستقبل فلسطين».1
أمضى بيلي من عام 1949 إلى عام 1950 منصب نائب رئيس البعثة في كوبنهاغن، وانتقل إلى بغدادمن عام 1950 إلى عام 1953 وإلى واشنطن العاصمة من عام 1953 إلى عام 1955، حيث عمل بشكل وثيق مع وزارة الخارجية الأمريكية.بعد ذلك تم تعيينه في أول منصب سفير له، كسفير للمملكة المتحدة في المملكة العربية السعودية في عام 1955. بعد عدة أشهر أصيب بالسل في جدة، واضطر للعودة.

### السويس
بعد أن تعافى، عاد بيلي في يونيو 1956 ليكون وكيل الوزارة المساعد لشؤون الشرق الأوسط، حيث ظل حتى عام 1958، يعيش في سانت جون وود بلندن. خلال هذا الوقت، لم يتم إبلاغه عن بروتوكول سيفرز الخاص بالمخططات السرية التي تم وضعها بين بريطانيا وفرنسا وإسرائيل والتي أدت إلى العدوان الثلاثي. وقد أدى ذلك به إلى إخبار المسؤولين الأمريكيين بأمانة، وإن كان خطأً، بأنه لا توجد خطط لتدخل بريطاني. بيلي لم يشارك فقط في الجهود المبذولة لإنهاء الأزمة الدولية، ولكنه ترأس أيضًا جمعية مستخدمي قناة السويس في أعقابها.

### الأمم المتحدة
في عام 1958 ترك عمله المكتبي ليكون نائب رئيس البعثة البريطانية لدى الأمم المتحدة. هنا كان بيلي منخرطًا في جهود حل نزاع البريمي وكذلك بعثة حفظ السلام التابعة للأمم المتحدة في جمهورية الكونغو (ليوبولدفيل) ، وطور علاقة وثيقة مع الأمين العام للأمم المتحدة داغ همرشولد. شارك أيضًا في مهمة مورفي بيلي عام 1958، والتي انطلقت ردًا على القصف الفرنسي عبر الحدود إلى تونس أثناء الحرب ثورة التحرير الجزائرية.

### مصر
في عام 1961، غادر مدينة نيويورك ليصبح سفيرا لدى جمهورية العربية المتحدة في القاهرة  (على الرغم أن سوريا قد تركت الاتحاد ذلك العام، كانت مصر لا تزال تعرف باسم الجمهورية العربية المتحدة)، والتي كانت تدرس موقفه من إسرائيل، قوبل باستياء من الحكومة الإسرائيلية. ترك هذا المنصب في عام 1964، أمضى بيلي الأعوام من 1964 إلى 1967 كممثل للمملكة المتحدة في مؤتمر نزع السلاح في جنيف ثم أعيد تعيينه كمبعوث خاص لوزير الخارجية جورج براون ثم أصبح سفيراً في مصر من عام 1967 إلى 1969 تقاعد من السلك الدبلوماسي في ذلك الوقت. تميزت خدمته في مصر بالصعوبة. خلال جولته الأولى مثل أول سفير بريطاني في مصر منذ أزمة السويس، ولكن وفقًا لصحيفة الديلي تلغراف، «استمر في تطوير علاقة مع الشعب المصري، وخاصة مع الرئيس جمال عبد الناصر، لا مثيل لها من قبل أي مبعوث بريطاني له. توليد.» بين إنجازاته خلال هذه الفترة الأولى الحصول على إذن للمجلس الثقافي البريطاني بالعودة إلى مصر وفي تسوية دعاوى التعويض التي قدمها مواطنين بريطانيين طُردوا من البلاد. كانت جولته الثانية في أعقاب حرب 1967، لكنه نجح مرة أخرى في إصلاح العلاقات.

## الحياة اللاحقة
عاد هارولد بيلي إلى مهنته الأكاديمية الأصلية بعد مسيرته الدبلوماسية وشغل أيضًا العديد من المناصب المتعلقة بالشرق الأوسط. في عام 1969، أصبح محاضرًا في التاريخ في كلية كوين ماري بلندن، حيث ظل هناك حتى عام 1975. كما أصبح رئيسًا لجمعية استكشاف مصر في المملكة المتحدة في عام 1969، وشغل منصبها حتى عام 1988. في عام 1973 تم تعيينه رئيسًا لمهرجان (World of Islam Festival Trust) حيث مكث حتى عام 1996، ومن 1981 إلى 1992 عمل بيلي رئيسًا للغرفة التجارية المصرية البريطانية. وكان أيضًا نائب رئيس الشرق الأوسط الدولية.

## الحياة الشخصية
تزوج بيلي مرتين، الأولى كانت من (Millicent Chinn) في عام 1933، وأنجب منها ابنتان. انفصلا عام 1953، ثم تزوج باتريشيا بريت سميث (Patricia Brett-Smith in) عام 1958، وأنجب منها ابنة أخرى، فانيسا بيلي (Vanessa Beeley)، وهي مدونة معروفة بنظريات المؤامرة حول الصراع في سوريا ودعمها للرئيس السوري بشار الأسد.
توفيت باتريشيا في عام 1999. وفقًا لتقرير عام 1958 في صحيفة نيويورك تايمز ، قيل أن بيلي استمتعت بالمشي والمسرح والأفلام.

## مراتب الشرف
- رتبة الإمبراطورية البريطانية (1946)[4]
- وسام القديس ميخائيل والقديس جرجس (1953)[4]
- وسام القديس ميخائيل والقديس جرجس (1961)[4]

## كتابات
- Beeley، Harold (1936). Disraeli. London: Duckworth.[12]